# Pamphobeteus ultramarinus
Pamphobeteus ultramarinus är en spindelart som beskrevs av Schmidt 1995. Pamphobeteus ultramarinus ingår i släktet Pamphobeteus och familjen fågelspindlar.
Artens utbredningsområde är Ecuador. Inga underarter finns listade i Catalogue of Life.